# IC 3696
IC 3696 је елиптична галаксија у сазвјежђу Береникина коса која се налази на листи објеката дубоког неба у Индекс каталогу.
Деклинација објекта је + 19° 55' 41" а ректасцензија 12h 43m 9,7s. Привидна величина (магнитуда) објекта IC 3696 износи 16,0 а фотографска магнитуда 17,0.